# Marque postale linéaire
Les marques postales linéaires sont des marques postales apposées à l'aide d'un cachet encreur de forme rectangulaire - ce qui les distingue des marques dites circulaires. Elles indique la ville ou le bureau d'expédition d'une lettre.

## Ancien régime

### Marques manuscrites
Les premières marques manuscrites sur les lettres apparaissent dans le dernier quart du XVIIe siècle.
Cette mention est rendue obligatoire par Louvois, surintendant général des postes, en 1687. En effet, comme les lettres étaient « payables à destination », cette mention devenait obligatoire pour évaluer la taxation.

### Marques au tampon

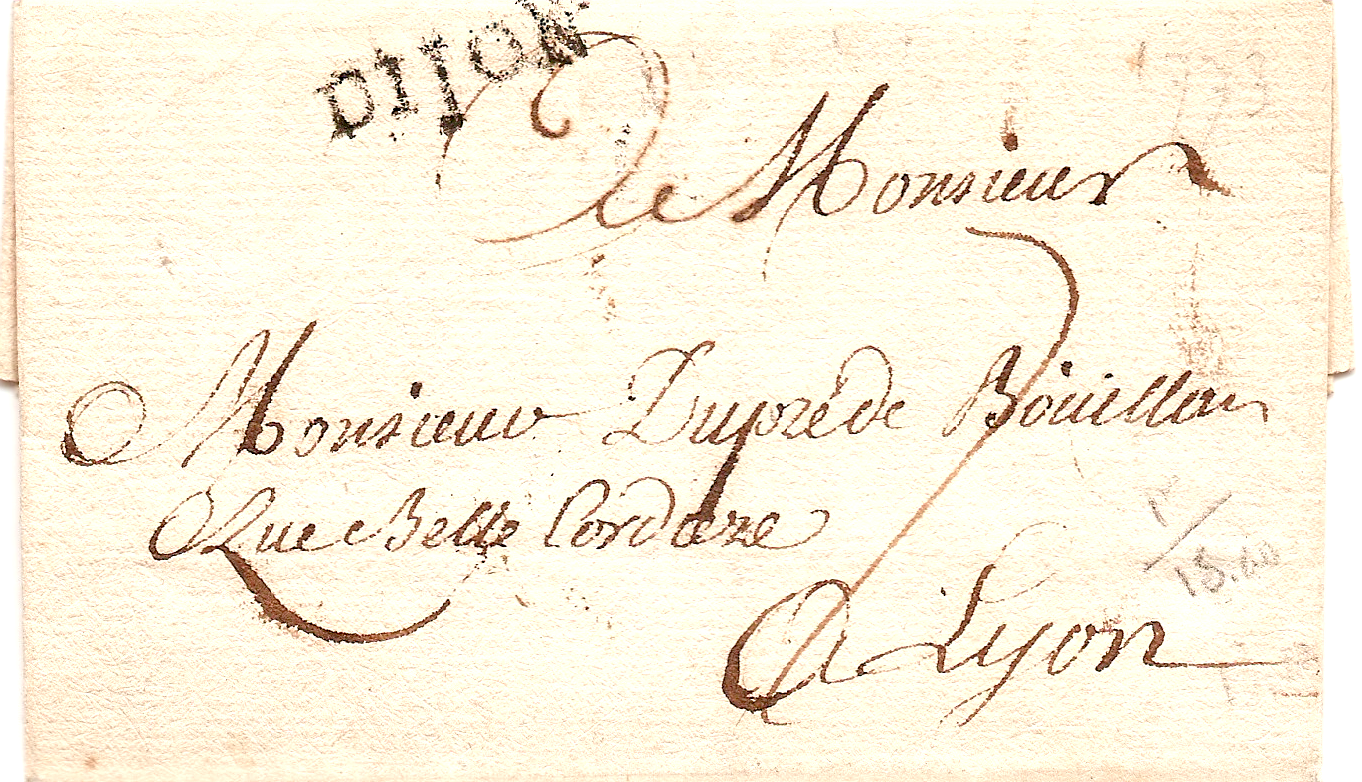
Lettre avec marque d'origine Dijon de 1773

Avec l'augmentation progressive des échanges, des tampons firent progressivement leur apparition.

#### Avec la mention DE
Les premiers cachets (en bois) portaient généralement la mention DE suivie du nom de la ville (exemple "DE LYON").
Dans certains cas (par exemple Bordeaux ou Paris), le cachet était constitué d'une lettre majuscule avec un ornement.
Voici quelques exemples de première date :
- ABBEVILLE : 1715
- AGDE : 1724
- AGEN : 1710
- AIX : 1691

#### Sans la mention DE
Vers 1760, l'administration des postes décide de retirer la mention "DE" qui devenait inutile avec la généralisation des cachets. Les cachets étaient donc réduits à une simple mention du nom de la ville de départ (en majuscules).

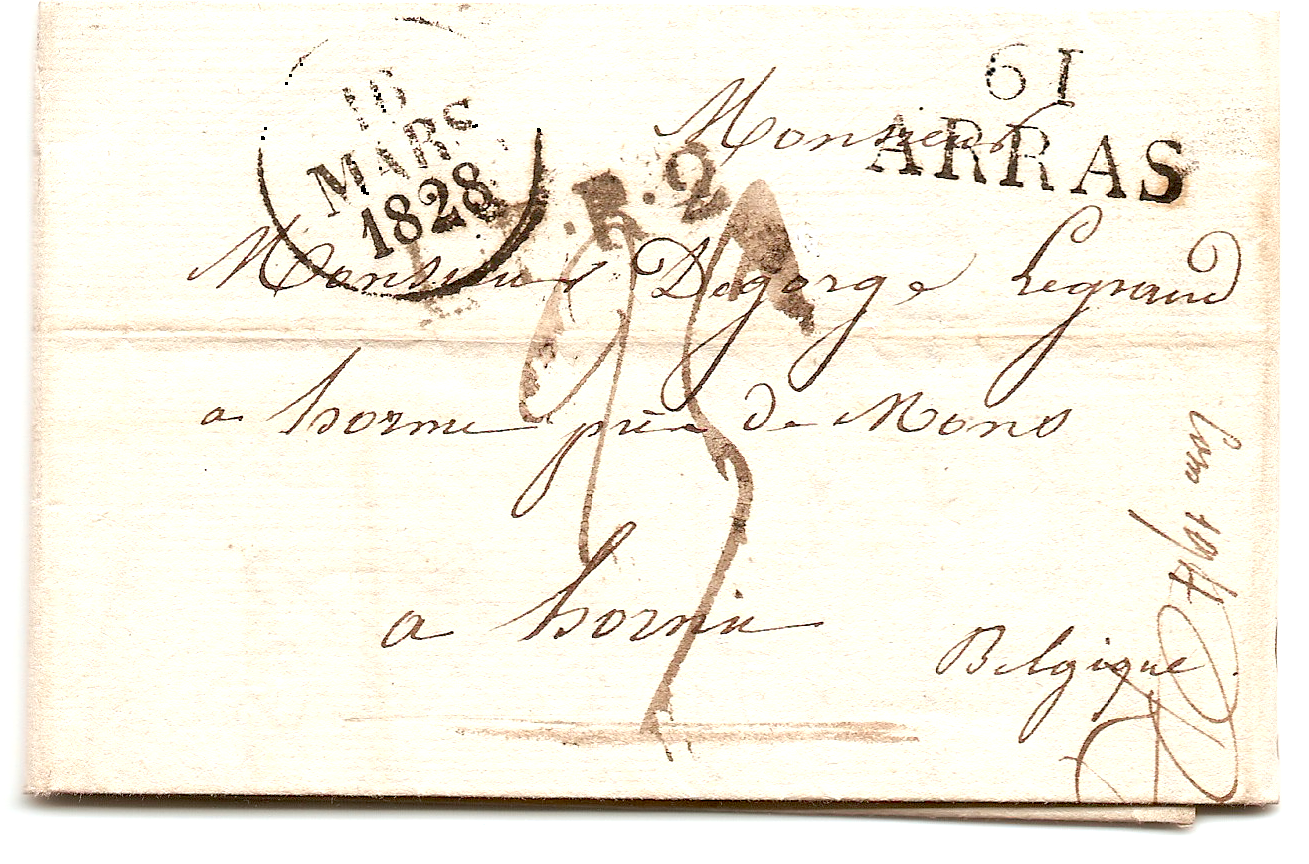
Lettre de 1828 avec marque postale linéaire 61 Arras

## Nouveau Régime
De 1792 à 1830, la poste française a utilisé des marques contenant le numéro de département (exemple 61) et le nom de la ville de départ en lettre capitales (exemple ARRAS).
En 1792, les bureaux disposaient de deux types des cachets :
- Port dû, utilisation la plus classique avec paiement à l'arrivée,
- Port payé, pour les envois avec paiement au départ.

Des problèmes d'acheminement, par exemple « destinataire absent », pouvaient donner lieu à des mentions dites de déboursé. Au départ manuscrites, elles ont également donné lieu à des cachets de type marque linéaire.

## Départements conquis

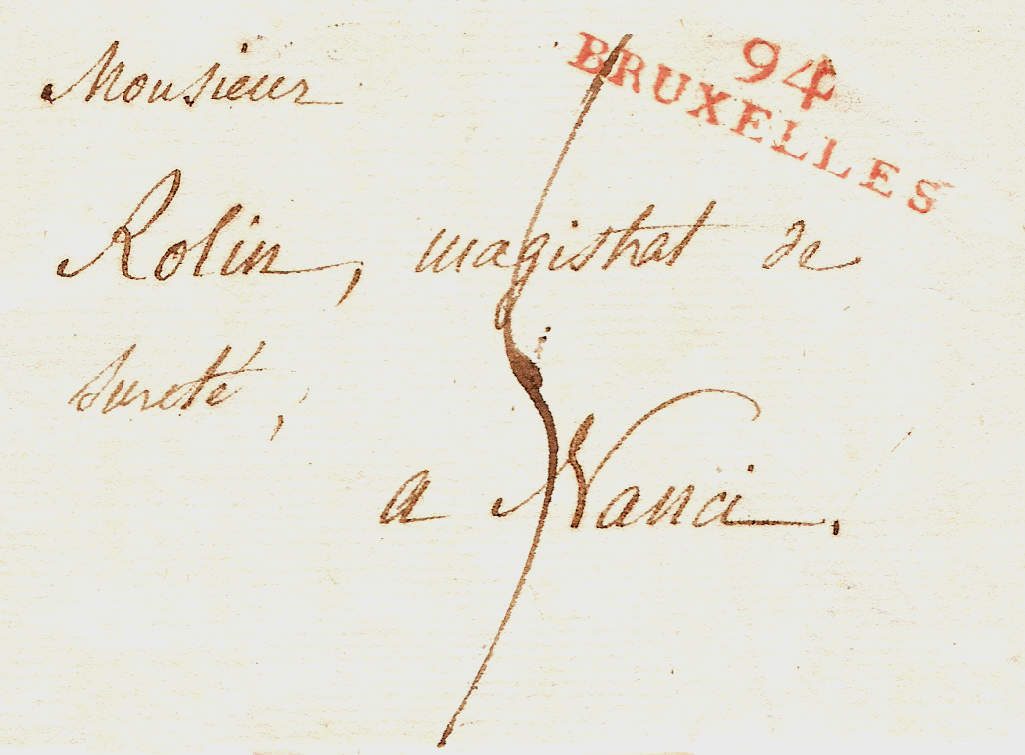
Lettre de 1803 avec marque postale linéaire 94 Bruxelles.

De 1792 à 1815, sous la République, le Consulat et l'Empire, les frontières de la France se sont étendues vers de nombreuses contrées européennes. Elles étaient administrées comme des départements français, y compris dans les aspects postaux. On trouve donc des marques postales linéaires avec numéro de département en Allemagne, Belgique, Espagne, Italie, Pays-Bas et Suisse.
Exemples de départements.
| Numéro | Département | Pays     | Chef-lieu | Autres villes |
| ------ | ----------- | -------- | --------- | --- |
| 94     | Dyle        | Belgique | Bruxelles | Asse (avec l'orthographe ASSCHE), Diest, Genappe, Hal, Louvain, Nivelles, Tirlemont, Tubize (sous l'orthographe TUBISE), Vilvorde, Waterloo, Wavre |

## Voir  aussi